# Florent Hadergjonaj
Florent Hadergjonaj (hadeɾɟoˈnaj; * 31. Juli 1994 in Langnau im Emmental) ist ein kosovarisch-schweizerischer Fussballspieler.

## Karriere

### Vereine
Hadergjonaj hatte in seiner Jugend beim FC Langnau, FC Thun und FC Luzern gespielt, bevor er zum BSC Young Boys wechselte. Am 29. September 2013 kam er im Spiel gegen den FC Zürich zu seinem Debüt in der Super League. In der Saison 2013/14 kam der Aussenverteidiger auf elf Meisterschaftseinsätze. Er entwickelte sich zum Stammspieler und absolvierte insgesamt 71 Meisterschaftsspiele für den BSC Young Boys, dazu kamen zwölf internationale Einsätze in der Europa League, der Europa-League-Qualifikation sowie der Champions-League-Qualifikation.
Am 8. August 2016 wechselte Hadergjonaj zum FC Ingolstadt 04 in die Bundesliga. Am 22. Oktober 2016 (8. Spieltag) kam er beim 3:3 im Heimspiel gegen Borussia Dortmund zu seinem Bundesligadebüt, in dem er das Tor durch Darío Lezcano zum 3:1 vorbereitete. Am 2. April 2017 (26. Spieltag) erzielte er mit dem 2:1-Siegtreffer im Heimspiel gegen den 1. FSV Mainz 05 sein erstes Bundesligator. Mit Ingolstadt stieg er am Saisonende in die 2. Bundesliga ab.
Am 24. August 2017 wurde Hadergjonaj zunächst für ein Jahr in die Premier League zu Aufsteiger Huddersfield Town verliehen. Im März 2018 wurde durch eine bestimmte Anzahl an Pflichtspieleinsätzen eine Kaufpflicht aktiviert, sodass Huddersfield Town zur Saison 2018/19 die Transferrechte an Hadergjonaj erwarb und ihn mit einem Vertrag bis zm 30. Juni 2021 ausstattete.
Am 31. Januar 2020 wurde Hadergjonaj an den türkischen Superligisten Kasimpasa ausgeliehen. Am 25. September 2020 wurde er definitiv vom türkischen Superligisten Kasimpasa übernommen.

### Nationalmannschaften
Hadergjonaj absolvierte Juniorenländerspiele für die Schweiz. Am 1. Juni 2017 debütierte er beim 1:0 im Testspiel gegen Belarus für die Schweizer A-Nationalmannschaft.
Später entschied er sich, für die kosovarische Nationalmannschaft aufzulaufen, für die er seitdem spielt.